# Segnaletica stradale nella Repubblica Ceca
I segnali stradali nella Repubblica Ceca sono regolati dal decreto legge n. 30 del 2001 e sono decretati congiuntamente dal ministero dei lavori pubblici ceco e dalla polizia. Sono installati lungo il ciglio della strada sul lato destro della carreggiata e sono suddivisi in segnali di pericolo, di precedenza, di divieto e restrizione, di obbligo, di regolazione stradale, di indicazione, di aiuto alla guida e pannelli integrativi.
Se vi è del testo nei segnali, questo è in lingua ceca, senza traduzioni in altre lingue. La maggior parte dei segnali sono basati su disegni come nella maggior parte dei Paesi europei, eccezion fatta per quelli con scritte come il segnale di Fermarsi e dare precedenza o quello di Dogana.
Agli incroci non regolati da segnaletica stradale o semafori vige la regola generale di dare la precedenza ai veicoli provenienti da destra, a meno che non sia altrimenti specificato.

## Segnali di pericolo
I segnali di pericolo nella Repubblica Ceca hanno sfondo bianco ed una classica forma triangolare.
| Segnale ceco | Significato                                                            | Spiegazione |
|              | Curva pericolosa a destra                                              | Presegnala un tratto di strada non rettilineo pericoloso per la limitata visibilità o per caratteristiche del tracciato (curva stretta a destra). |
|              | Curva pericolosa a sinistra                                            | Presegnala un tratto di strada non rettilineo pericoloso per la limitata visibilità o per caratteristiche del tracciato (curva stretta a sinistra). |
|              | Doppia curva pericolosa, la prima a destra                             | Presegnala una doppia curva, di cui la prima a destra. |
|              | Doppia curva pericolosa, la prima a sinistra                           | Presegnala una doppia curva, di cui la prima a sinistra. |
|              | Intersezione                                                           | Presegnala un incrocio in cui vige la regola generale di dare la precedenza a destra. |
|              | Intersezione con circolazione rotatoria                                | Segnala, sulle strade urbane e extraurbane, una intersezione regolata da circolazione rotatoria. |
|              | Discesa pericolosa                                                     | Presegnala un tratto di strada in discesa secondo il senso di marcia. La pendenza è espressa in percentuale. |
|              | Salita ripida                                                          | Presegnala un tratto di strada in forte salita secondo il senso di marcia. La pendenza è espressa in percentuale. |
|              | Strettoia                                                              | Segnala un restringimento pericoloso della carreggiata. |
|              | Strettoia asimmetrica a destra                                         | Segnala un restringimento pericoloso sul lato destro della carreggiata. |
|              | Strada deformata                                                       | Segnala un tratto di strada in cattivo stato o con pavimentazione irregolare. |
|              | Dosso                                                                  | Segnala un'anomalia altimetrica convessa della strada che limita la visibilità. |
|              | Strada sdrucciolevole                                                  | Presegnala un tratto di strada che in particolari condizioni climatiche od ambientali può diventare sdrucciolevole. |
|              | Doppio senso di circolazione                                           | Segnala un tratto di strada che da senso unico diventa a doppio senso. |
|              | Semaforo                                                               | Presegnala un impianto semaforico posto su strade sia urbane che extraurbane. |
|              | Attraversamento pedonale                                               | Segnala l'avviciarsi di un passaggio pedonale segnalato sulla carreggiata. |
|              | Bambini                                                                | Segnala luoghi frequentati da bambini, come le scuole, i giardini pubblici, i campi di gioco e simili. |
|              | Attraversamento di animali domestici                                   | Presegnala un tratto di strada con probabile improvvisa presenza od attraversamento di animali domestici. |
|              | Attraversamento di cervi o caprioli                                    | Presegnala un tratto di strada con probabile improvvisa presenza od attraversamento di cervi o caprioli. |
|              | Lavori                                                                 | Presegnala cantieri di lavori in corso, depositi temporanei di materiale, presenza di macchinari adibiti ai lavori stradali. |
|              | Vento laterale                                                         | Presegnala la possibilità di forti raffiche di vento laterale. |
|              | Ghiaia                                                                 | Presegnala la presenza di pietrisco, di materiale minuto o granaglia che può essere proiettato a distanza o scagliato in aria dai veicoli in transito. |
|              | Caduta massi                                                           | Presegnala il pericolo di caduta massi dalla parete rocciosa soprastante a destra con possibile presenza di pietre sulla carreggiata. |
|              | Attraversamento ciclabile                                              | Presegnala attraversamento di ciclisti contraddistinto da appositi segni sulla carreggiata. |
|              | Passaggio di aeroplani a bassa quota                                   | Presegnala la possibilità di improvvisi forti rumori o abbagliamenti dovuti ad aeroplani a bassa quota. |
|              | Galleria                                                               | Segnala l'approssimarsi di una galleria stradale. |
|              | Altri pericoli                                                         | Segnala un pericolo diverso da quelli indicati negli altri segnali di pericolo. |
|              | Coda                                                                   | Presegnala un tratto di strada in cui è in atto un forte rallentamento od una coda del traffico. |
|              | Ghiaccio                                                               | Segnala la possibilità di incontrare ghiaccio formatosi sulla carreggiata a seguito dell'abbassamento delle temperature. |
|              | Attraversamento di tram                                                | Segnala attraversamento tranviario. |
|              | Nebbia                                                                 | Segnala la possibilità di incontrare nebbia o scarsa visibilità lungo la carreggiata. |
|              | Incidente                                                              | Segnala la presenza di un incidente stradale lungo la carreggiata. |
|              | Banchina cedevole                                                      | Presegnala un tratto di strada con una banchina cedevole. |
|              | Passaggio a livello con barriere                                       | Segnala un passaggio a livello con barriere ed è integrato con il pannello distanziometrico a tre barre rosse. |
|              | Passaggio a livello senza barriere                                     | Segnala un passaggio a livello senza barriere ed è integrato con il pannello distanziometrico a tre barre rosse. |
|              | Pannelli distanziometrici                                              | Indicano la distanza dal passaggio a livello o dal ponte mobile per il quale vengono installati. Sono posti sul lato destro della carreggiata |
|              | Incrocio con un passaggio a livello senza barriere                     | Segnala un passaggio a livello od un attraversamento tranviario senza barriere con un solo binario, ed invita quindi i conducenti alla massima prudenza, invitandoli a fermarsi immediatamente se fossero attive le due luci rosse lampeggianti e/o il segnale acustico che indicano l'avvicinarsi del treno. Può anche essere installata in verticale per ragioni di minor ingombro. |
|              | Incrocio con un passaggio a livello senza barriere a più di un binario | Segnala un passaggio a livello od attraversamento tranviariosenza barriere con più di un binario, ed invita quindi i conducenti alla massima prudenza, invitandoli a fermarsi immediatamente se fossero attive le due luci rosse lampeggianti e/o il segnale acustico che indicano l'avvicinarsi del treno. Può anche essere installata in verticale per ragioni di minor ingombro.   |
|              | Ponte mobile                                                           | Presegnala una struttura stradale mobile comunque manovrabile. |

## Segnali di precedenza
| Segnale ceco | Significato                                        | Spiegazione |
|              | Intersezione con strada che non ha priorità        | Presegnala un incrocio con una strada di minore importanza in cui si ha la precedenza sui veicoli provenienti sia da destra che da sinistra.                  |
|              | Strada con diritto di precedenza                   | Indica l'inizio di una strada il cui traffico ha diritto di precedenza.                                                                                       |
|              | Fine della strada con diritto di precedenza        | Indica la fine di una strada il cui traffico ha diritto di precedenza.                                                                                        |
|              | Dare precedenza                                    | Prescrive un incrocio in cui è necessario dare precedenza in corrispondenza della linea orizzontale.                                                          |
|              | Dare precedenza al tram                            | Prescrive un incrocio in cui è necessario dare precedenza in corrispondenza della linea orizzontale ai tram che si incrociano.                                |
|              | Fermarsi e dare la precedenza                      | Prescrive l'obbligo di arrestarsi in ogni caso in corrispondenza della striscia trasversale di arresto ad un incrocio e di dare precedenza.                   |
|              | Precedenza ai veicoli provenienti in senso inverso | Prescrive di dare precedenza ai veicoli provenienti in direzione opposta in una strada a doppio senso che consente il passaggio di una sola fila di veicoli.  |
|              | Precedenza rispetto al traffico inverso            | Indica la precedenza rispetto ai veicoli provenienti in direzione opposta in una strada a doppio senso che consente il passaggio di una sola fila di veicoli. |

## Segnali di divieto e restrizione
| Segnale ceco | Significato                                                                | Spiegazione |
|              | Divieto di transito                                                        | Vieta a tutti i veicoli di entrare in una strada. |
|              | Divieto di accesso                                                         | Vieta di entrare in una strada accessibile invece in un altro senso.                                                                                               |
|              | Divieto di transito agli autoveicoli                                       | Vieta a tutti gli autoveicoli, eccetto i motocicli, di entrare in una strada.                                                                                      |
|              | Divieto di transito alle auto                                              | Vieta a tutte le autovetture di entrare in una strada. |
|              | Divieto di circolazione per i mezzi destinati al trasporto merci           | Vieta il transito ai veicoli da trasporto non adibiti al trasporto di persone.                                                                                     |
|              | Accesso vietato agli autobus                                               | Vieta il transito agli autobus. |
|              | Divieto di circolazione ai mezzi agricoli                                  | Vieta il transito a tutti i mezzi agricoli. |
|              | Divieto di circolazione per i motocicli                                    | Vieta il transito a tutti i veicoli a motore con due ruote. |
|              | Divieto di circolazione alle biciclette                                    | Vieta il transito alle biciclette. |
|              | Accesso vietato ai veicoli a trazione animale                              | Vieta il transito ai veicoli a trazione animale. |
|              | Accesso vietato ai veicoli a braccia                                       | Vieta il transito ai veicoli a braccia. |
|              | Divieto di circolazione ai veicoli a motore ed ai motocicli                | Vieta il transito a tutti i veicoli a motore ed ai motocicli. |
|              | Divieto di circolazione ad aurocarri, motocicli e biciclette               | Vieta il transito agli autocarri, ai motocicli ed alle biciclette.                                                                                                 |
|              | Peso massimo                                                               | Vieta il transito ai veicoli aventi massa superiore a quella indicata in tonnellate al momento del transito.                                                       |
|              | Peso massimo sull'asse                                                     | Vieta il transito ai veicoli aventi sull'asse più caricato una massa superiore a quella indicata al momento del transito.                                          |
|              | Larghezza massima                                                          | Vieta il transito ai veicoli aventi larghezza superiore a quella indicata in metri.                                                                                |
|              | Altezza massima                                                            | Vieta il transito ai veicoli aventi altezza superiore a quella indicata in metri.                                                                                  |
|              | Lunghezza massima                                                          | Vieta il transito ai veicoli od ai complessi di veicoli di lunghezza superiore alla lunghezza indicata in metri.                                                   |
|              | Divieto di circolazione per i veicoli che trasportano merci pericolose     | Vieta il transito ai veicoli che trasportano merci pericolose, come esplosivi, benzina, materie tossiche o radioattive.                                            |
|              | Divieto di circolazione per i veicoli il cui carico può inquinare le acque | Vieta il transito ai veicoli che trasportano sostanze suscettibili di contaminare l'acqua.                                                                         |
|              | Velocità massima                                                           | Indica la velocità massima in chilometri orari alla quale i veicoli possono procedere immediatamente dopo il segnale.                                              |
|              | Fine della velocità massima                                                | Indica la fine del limite sulla velocità massima alla quale i veicoli possono procedere e ripristina il consueto limite di velocità relativo alla strada percorsa. |
|              | Divieto di sorpasso                                                        | Vieta di sorpassare i veicoli a motore con due o più ruote. |
|              | Fine divieto di sorpasso                                                   | Indica la fine del divieto a tutti i veicoli di sorpassare i veicoli a motore diversi dai motocicli e dai ciclomotori.                                             |
|              | Divieto di sorpasso per gli autocarri                                      | Indica il divieto a tutti i veicoli, non adibiti al trasporto di persone, di massa a pieno carico superiore a 3,5 t di sorpassare i veicoli a motore..             |
|              | Fine del divieto di sorpasso per gli autocarri                             | Indica la fine del divieto a tutti i veicoli non adibiti al trasporto di persone di massa a pieno carico oltre 3,5 t di sorpassare i veicoli a motore.             |
|              | Divieto di segnalazioni acustiche                                          | Vieta l'uso di avvisatori acustici salvo il caso di pericolo immediato o di trasporto feriti o ammalati gravi.                                                     |
|              | Fine del divieto di segnalazioni acustiche                                 | Indica la fine del divieto dell'uso di avvisatori acustici salvo il caso di pericolo immediato o di trasporto feriti o ammalati gravi.                             |
|              | Divieto di svoltare a destra                                               | Vieta di svoltare a destra al prossimo incrocio. |
|              | Divieto di svoltare a sinistra                                             | Vieta di svoltare a sinistra al prossimo incrocio. |
|              | Divieto d'inversione                                                       | Vieta di effettuare un'inversione di marcia. |
|              | Fine dei divieti precedenti                                                | Indica il punto ove le prescrizioni precedentemente indicate cessano di essere valide.                                                                             |
|              | Fermarsi alla dogana                                                       | Obbliga i conducenti all'arresto per i controlli doganali in prossimità delle frontiere nazionali.                                                                 |
|              | Divieto di fermata                                                         | Vieta la sosta e la fermata o qualsiasi temporanea sospensione della marcia ai veicoli.                                                                            |
|              | Divieto di sosta                                                           | Vieta la sosta, fermata prolungata (parcheggio) ai veicoli, in quei luoghi dove per regola generale non vige tale divieto.                                         |
|              | Accesso vietato ai pedoni                                                  | Vieta il transito ai pedoni. |
|              | Accesso vietato agli animali da sella                                      | Vieta il transito agli animali da sella. |
|              | Accesso vietato a causa dell'eccessivo smog                                | Vieta il transito nella strada in oggetto a causa dell'elevato tasso di smog ambientale.                                                                           |
|              | Divieto di circolazione per i rimorchi                                     | Vieta il transito a tutti i veicoli con un rimorchio. |
|              | Distanza minima                                                            | Vieta di seguire il veicolo che precede ad una distanza inferiore a quella indicata, in metri, sul segnale.                                                        |

## Segnali di obbligo
| Segnale ceco | Significato                                              | Spiegazione |
|              | Intersezione con percorso rotatorio obbligato            | Indica ai conducenti l'obbligo di circolare nel verso antiorario indicato dalle frecce attorno all'area di rotazione. È posto subito prima di una piazza dove si svolge circolazione rotatoria. |
|              | Direzione obbligatoria dritto                            | Indica che la sola direzione consentita al conducente è quella di andare diritto. |
|              | Preavviso di direzione obbligatoria a destra             | Preavvisa che la sola direzione consentita al conducente è quella di andare a destra. |
|              | Preavviso di direzione obbligatoria a sinistra           | Preavvisa che la sola direzione consentita al conducente è quella di andare a sinistra. |
|              | Circolare diritto o svoltare a destra                    | Direzioni consentite a dritto ed a destra. |
|              | Circolare diritto o svoltare a sinistra                  | Direzioni consentite a dritto ed a sinistra. |
|              | Svoltare a destra o a sinistra                           | Direzioni obbligatorie a destra ed a sinistra. |
|              | Direzione obbligatoria a destra                          | Indica che la sola direzione consentita al conducente è quella di andare a destra. |
|              | Direzione obbligatoria a sinistra                        | Indica che la sola direzione consentita al conducente è quella di andare a sinistra. |
|              | Passaggio obbligatorio a destra                          | Obbliga i conducenti a passare a destra dell'ostacolo come un cantiere, uno spartitraffico, un salvagente o un'isola di traffico.                                                               |
|              | Passaggio obbligatorio a sinistra                        | Obbliga i conducenti a passare a sinistra dell'ostacolo come un cantiere, uno spartitraffico, un salvagente o un'isola di traffico.                                                             |
|              | Passaggio obbligatorio a destra o sinistra               | Obbliga i conducenti a passare a destra o a sinistra dell'ostacolo come un cantiere, uno spartitraffico, un salvagente o un'isola di traffico.                                                  |
|              | Catene per la neve obbligatorie                          | Vieta il transito ai veicoli sprovvisti di catene da neve. |
|              | Fine del tratto con catene per la neve obbligatorie      | Indica la fine del tratto di strada con catene da neve. |
|              | Velocità minima                                          | Vieta ai conducenti di procedere ad una velocità inferiore a quella indicata. |
|              | Fine della velocità minima                               | Indica la fine della validità del limite minimo di velocità. |
|              | Percorso pedonale                                        | Indica un percorso riservato ai pedoni. |
|              | Fine del percorso pedonale                               | Indica la fine del percorso riservato ai pedoni. |
|              | Pista ciclabile                                          | Indica l'inizio di un percorso riservato alle biciclette. |
|              | Fine pista ciclabile                                     | Indica la fine del percorso riservato alle biciclette. |
|              | Percorso misto pedonale e ciclabile                      | Indica l'inizio di un percorso riservato ai pedoni ed alle biciclette. |
|              | Fine percorso misto pedonale e ciclabile                 | Indica la fine del percorso riservato ai pedoni ed alle biciclette. |
|              | Percorso ciclabile adiacente al marciapiede              | Indica l'inizio di un percorso ciclabile contiguo al marciapiede. |
|              | Fine percorso ciclabile adiacente al marciapiede         | Indica la fine del percorso ciclabile contiguo al marciapiede. |
|              | Strada per animali da sella                              | Indica l'inizio di un percorso riservato agli animali da sella. |
|              | Fine strada per animali da sella                         | Indica la fine del percorso riservato agli animali da sella. |
|              | Corsia per autocarri                                     | Indica l'inizio di una corsia riservata agli autocarri. |
|              | Fine corsia per autocarri                                | Indica la fine della corsia riservata agli autocarri. |
|              | Obbligo di accensione delle luci anabbaglianti           | Indica l'obbligo di accensione delle luci anabbaglianti. |
|              | Fine dell'obbligo di accensione delle luci anabbaglianti | Indica la fine dell'obbligo di accensione delle luci anabbaglianti. |
|              | Altro obbligo (specificato nel segnale)                  | Indica un obbligo specifico indicato dal testo del segnale (in questo caso, obbligo ai ciclisti di procedere con le biciclette al passo).                                                       |
|              | Fine dell'obbligo specificato                            | Indica la fine dell'obbligo specificato nel segnale. |
|              | Pneumatici da neve obbligatori                           | Vieta il transito ai veicoli sprovvisti di pneumatici da neve. |
|              | Fine del tratto con pneumatici da neve obbligatori       | Indica la fine del tratto di strada con pneumatici da neve. |

## Segnali di informazione e di servizio
| Segnale ceco | Significato                                               | Spiegazione |
|              | Tangenziale                                               | Indica una tangenziale o circonvallazione cittadina. |
|              | Direzione per la tangenziale                              | Indica la direzione da seguire per raggiungere la tangenziale o la circonvallazione cittadina. |
|              | Dosso artificiale                                         | Indica la presenza di un dosso artificiale di rallentamento. |
|              | Sottopassaggio pedonale                                   | Indica un sottopassaggio pedonale. |
|              | Senso unico                                               | Segnala il termine del doppio senso di circolazione all'interno di una carreggiata. |
|              | Senso unico                                               | Segnala il termine del doppio senso di circolazione all'interno di una carreggiata. |
|              | Velocità consigliata                                      | Indica la velocità consigliata nel tratto di strada. |
|              | Passaggio pedonale                                        | Indica un attraversamento pedonale non regolato da semaforo e non in corrispondenza di un incrocio stradale. |
|              | Passaggio ciclabile                                       | Indica un attraversamento ciclabile non regolato da semaforo e non in corrispondenza di un incrocio stradale. |
|              | Galleria                                                  | Indica l'inizio di una galleria e la eventuale lunghezza. |
|              | Fine galleria                                             | Indica la fine della galleria. |
|              | Piazzuola di sosta                                        | Indica una piazzola dove è consentita la fermata. |
|              | Strada senza uscita                                       | Indica una strada senza uscita per tutti i veicoli. |
|              | Preavviso di strada senza uscita                          | Preavvisa una strada senza uscita per tutti i veicoli. |
|              | Parcheggio                                                | Indica un parcheggio autorizzato. Consente la sosta a tempo indeterminato salvo indicazioni differenti. |
|              | Parcheggio trasversale o obliquo                          | Indica un parcheggio autorizzato in cui i veicoli sono da posteggiare in senso trasversale o diagonale rispetto al senso di marcia. Consente la sosta a tempo indeterminato salvo indicazioni differenti.                          |
|              | Parcheggio longitudinale                                  | Indica un parcheggio autorizzato in cui i veicoli sono da posteggiare in senso longitudinale rispetto al senso di marcia. Consente la sosta a tempo indeterminato salvo indicazioni differenti.                                    |
|              | Parcheggio trasversale o obliquo sulla banchina           | Indica un parcheggio autorizzato in cui i veicoli sono da posteggiare in senso trasversale o diagonale rispetto al senso di marcia sulla banchina. Consente la sosta a tempo indeterminato salvo indicazioni differenti.           |
|              | Parcheggio longitudinale sulla banchina                   | Indica un parcheggio autorizzato in cui i veicoli sono da posteggiare in senso longitudinale rispetto al senso di marcia sulla banchina. Consente la sosta a tempo indeterminato salvo indicazioni differenti.                     |
|              | Parcheggio trasversale o obliquo a cavallo della banchina | Indica un parcheggio autorizzato in cui i veicoli sono da posteggiare in senso trasversale o diagonale rispetto al senso di marcia a cavallo della banchina. Consente la sosta a tempo indeterminato salvo indicazioni differenti. |
|              | Parcheggio longitudinale a cavallo della banchina         | Indica un parcheggio autorizzato in cui i veicoli sono da posteggiare in senso longitudinale rispetto al senso di marcia a cavallo della banchina. Consente la sosta a tempo indeterminato salvo indicazioni differenti.           |
|              | Parcheggio riservato                                      | Indica un parcheggio riservato. |
|              | Parcheggio coperto                                        | Indica un parcheggio coperto. Consente la sosta a tempo indeterminato salvo indicazioni differenti. |
|              | Parcheggio con disco orario                               | Indica un parcheggio con obbligo di esporre il disco orario. |
|              | Parcheggio a pagamento                                    | Indica un parcheggio a pagamento. |
|              | Parcheggio di scambio con mezzo pubblico                  | Indica un parcheggio dal quale è possibile prendere un mezzo pubblico. |
|              | Fermata di scambio con mezzo pubblico                     | Indica una fermata per autoveicoli dalla quale è possibile prendere un mezzo pubblico e nella quale non è consentita la sosta (Kiss + Ride).                                                                                       |
|              | Autostrada                                                | Indica l'inizio di un'autostrada. |
|              | Fine dell'autostrada                                      | Indica la fine di un'autostrada. |
|              | Strada riservata ai veicoli a motore                      | Indica l'inizio di una strada riservata ai veicoli a motore. |
|              | Fine strada riservata ai veicoli a motore                 | Indica la fine di una strada riservata ai veicoli a motore. |
|              | Strada a pedaggio                                         | Indica l'inizio di una strada a pedaggio. |
|              | Fine strada a pedaggio                                    | Indica la fine di una strada a pedaggio. |
|              | Utilizzo delle corsie                                     | Indica l'utilizzo delle corsie disponibili. |
|              | Aumento delle corsie disponibili                          | Indica un aumento delle corsie disponibili. |
|              | Riduzione delle corsie disponibili                        | Indica una riduzione delle corsie disponibili. |
|              | Corsia per veicoli lenti                                  | Indica la presenza di una corsia da utilizzarsi per i veicoli lenti. |
|              | Utilizzo delle corsie in un incrocio                      | Indica la canalizzazione che si ha nel prossimo incrocio. |
|              | Corsia per autobus                                        | Indica l'inizio di una corsia riservata agli autobus. |
|              | Fine della corsia per autobus                             | Indica la fine della corsia riservata agli autobus. |
|              | Corsia vietata agli autocarri                             | Indica che la corsia indicata è preclusa alla circolazione degli autocarri. |
|              | Modifiche alle norme di circolazione                      | Indica una variazione alle norme di circolazione precedentemente presenti nel punto indicato. |
|              | Sorpasso del tram                                         | Indica le modalità consentite per sorpassare i tram. |
|              | Uscita di scampo                                          | Indica una corsia demarcata in rossobianco seguita da un letto di ghiaia sul quale i conducenti, in caso di avaria dei freni, possono far fermare il veicolo.                                                                      |
|              | Zona a divieto di sosta                                   | Indica una zona in cui vige il divieto di sosta. |
|              | Fine della zona a divieto di sosta                        | Indica la fine della zona in cui vige il divieto di sosta. |
|              | Strada residenziale                                       | Indica l'inizio di una zona residenziale. |
|              | Fine della strada residenziale                            | Indica la fine di una zona residenziale. |
|              | Zona pedonale                                             | Indica l'inizio di una zona pedonale. |
|              | Fine della zona pedonale                                  | Indica la fine della zona pedonale. |
|              | Limiti di velocità generali                               | Indica i limiti generali di velocità presenti nello Stato, validi per le autovetture. È posto in prossimità delle frontiere. |
|              | Strada soggetta al pagamento della vignetta autostradale  | Indica che la strada in oggetto è soggetta all'obbligo di esposizione della vignetta autostradale. |
|              | Agevolare il rientro                                      | Indica ai conducenti della corsia di destra di favorire il rientro dei veicoli della corsia di sinistra a causa della sua fine. |
|              | Confine UE                                                | Indica l'ingresso nella Repubblica Ceca provenendo da un altro Paese UE. |
|              | Controllo di velocità                                     | Indica un tratto di strada soggetto a rilevazione automatica della velocità. |
|              | Fine del controllo di velocità                            | Indica la fine del tratto di strada soggetto a rilevazione automatica della velocità. |

## Segnali di direzione, posizione o indicazione
| Segnale ceco | Significato                                                    | Spiegazione |
|              | Presegnalazione di direzioni su autostrada                     | Indica le direzioni raggiungibili al prossimo incrocio per raggiungere un'autostrada.                                           |
|              | Presegnalazione di direzioni per strada extraurbana principale | Indica le direzioni raggiungibili al prossimo incrocio per raggiungere una strada extraurbana principale.                       |
|              | Presegnalazione di direzioni per strada extraurbana            | Indica le direzioni raggiungibili al prossimo incrocio per raggiungere una strada extraurbana.                                  |
|              | Presegnalazione di direzioni per strada locale                 | Indica le direzioni raggiungibili al prossimo incrocio per raggiungere una strada locale.                                       |
|              | Cartello indicatore per aeroporto                              | Indica la direzione da seguire al prossimo incrocio per raggiungere l'aeroporto.                                                |
|              | Presegnalazione di direzioni su strada extraurbana             | Indica le direzioni raggiungibili al prossimo incrocio su strada extraurbana.                                                   |
|              | Presegnalazione di rotatoria                                   | Indica le direzioni raggiungibili alla rotatoria che si andrà a raggiungere.                                                    |
|              | Preavviso di deviazione per restrizioni                        | Preavvisa una deviazione lungo la strada che si sta percorrendo per delle limitazioni.                                          |
|              | Preavviso di deviazione                                        | Preavvisa una deviazione lungo la strada che si sta percorrendo per limitazioni al transito ed indica l'itinerario alternativo. |
|              | Svolta a sinistra semi diretta                                 | Indica le manovre da effettuare per svoltare a sinistra.                                                                        |
|              | Carreggiata chiusa per lavori                                  | Indica una chiusura di una carreggiata.                                                                                         |
|              | Corsia chiusa per lavori                                       | Indica il rientro nella carreggiata originaria.                                                                                 |
|              | Preavviso di deviazione                                        | Preavvisa una deviazione lungo la strada che si sta percorrendo.                                                                |
|              | Direzione con deviazione                                       | Indica la direzione raggiungibile tramite la deviazione lungo la strada che si sta percorrendo.                                 |
|              | Inizio del comune                                              | Indica l'inizio di un centro abitato.                                                                                           |
|              | Fine del comune                                                | Indica la fine di un centro abitato.                                                                                            |
|              | Segnale di conferma per le strade convenzionali                | Indica la distanza dalle località indicate nel segnale.                                                                         |
|              | Inizio regione                                                 | Indica l'inizio di una regione.                                                                                                 |
|              | Fiume                                                          | Indicano il nome del corso d'acqua sottostante la strada su cui è posto.                                                        |
|              | Galleria                                                       | Indica la presenza di una galleria, il nome e la sua lunghezza.                                                                 |
|              | Numero autostrada                                              | Identifica un'autostrada. |
|              | Numero strada principale                                       | Identifica una strada principale.                                                                                               |
|              | Numero strada secondaria                                       | Identifica una strada secondaria.                                                                                               |
|              | Numero strada europea                                          | Identifica una strada europea.                                                                                                  |
|              | Progressiva chilometrica                                       | Indica la progressione chilometrica della strada su cui è posto.                                                                |
|              | Progressiva chilometrica con direzione SOS                     | Indica la progressione chilometrica della strada su cui è posto e la direzione per la più vicina colonnina SOS.                 |
|              | Presegnalazione di direzioni per pista ciclabile               | Indica le direzioni raggiungibili al prossimo incrocio lungo una pista ciclabile.                                               |
|              | Preavviso di incrocio lungo una pista ciclabile                | Preavvisa le direzioni raggiungibili al prossimo incrocio lungo una pista ciclabile.                                            |
|              | Numero pista ciclabile                                         | Identifica una pista ciclabile.                                                                                                 |
|              | Nome via                                                       | Identifica una via. |
|              | Luogo turistico                                                | Indica un luogo turistico e ne specifica il nome.                                                                               |
|              | Direzione per luogo turistico                                  | Indica la direzione da seguire per raggiungere un luogo turistico e ne specifica il nome.                                       |

## Altri segnali di informazione
| Segnale ceco | Significato                      | Spiegazione                                                                           |
|              | Polizia                          | Indica la presenza di un posto di polizia.                                            |
|              | Ospedale                         | Indica la presenza di un ospedale.                                                    |
|              | Pronto soccorso                  | Indica la presenza di un pronto soccorso.                                             |
|              | Fermata                          | Segnala una fermata (di autobus, filobus o tram).                                     |
|              | Fermata di autobus               | Segnala una fermata di autobus.                                                       |
|              | Fermata di tram                  | Segnala una fermata di tram.                                                          |
|              | Fermata di filobus               | Segnala una fermata di filobus.                                                       |
|              | Informazioni                     | Indica la presenza di un punto informazioni.                                          |
|              | Telefono                         | Indica un telefono pubblico.                                                          |
|              | Rifornimento                     | Indica la presenza di un posto di rifornimento.                                       |
|              | Assistenza meccanica             | Indica la presenza di un'officina di riparazioni.                                     |
|              | Centro di assistenza tecnica     | Indica la presenza di un centro di assistenza tecnica.                                |
|              | Albergo-motel                    | Indica la presenza di un albergo o un motel.                                          |
|              | Ristorante                       | Indica la presenza di un ristorante.                                                  |
|              | Bar                              | Indica la presenza di un bar.                                                         |
|              | Bagni pubblici                   | Indica la presenza di servizi igienici pubblici.                                      |
|              | Area pic-nic                     | Indica la presenza di un'area pic-nic.                                                |
|              | Campeggio                        | Indica un campeggio.                                                                  |
|              | Terreno per roulotte             | Indica un terreno per la sosta di roulotte o motorhome.                               |
|              | Campeggio o terreno per roulotte | Indica un campeggio od un terreno per la sosta di roulotte o motorhome.               |
|              | Radio informazioni stradali      | Indica la frequenza sulla quale si possono ricevere notizie sullo stato del traffico. |
|              | Chiesa o luogo di culto          | Indica la presenza di una chiesa od un luogo di culto.                                |
|              | Area di sosta per autocarri      | Indica la presenza di un'area di sosta per autocarri.                                 |

## Pannelli integrativi
| Segnale ceco | Significato                                               | Spiegazione |
|              | Numero progressivo                                        | Indica per quante volte è valido il segnale a cui si riferisce.                                                         |
|              | Andamento della strada principale                         | Indicano l'andamento della strada principale.                                                                           |
|              | Distanza                                                  | Indica la distanza alla prescrizione indicata.                                                                          |
|              | Distanza allo STOP                                        | Indica la distanza al segnale di fermarsi e dare precedenza.                                                            |
|              | Estesa                                                    | Indica per quanti metri o chilometri il segnalea cui si riferisce è valido.                                             |
|              | Peso                                                      | Indica il peso a cui si riferisce il segnale.                                                                           |
|              | Pioggia                                                   | Indica che il pericolo a cui si riferisce il segnale è relativo alle condizioni di meteo con pioggia.                   |
|              | Segnale riferito alla direzione indicata                  | Indica che il segnale stradale a cui si riferisce il pannello integrativo è per la direzione indicata.                  |
|              | Inizio, continua e fine                                   | Indicano l'inizio, la continuazione e la fine di una prescrizione.                                                      |
|              | Segnale riferito alla direzione ed alla distanza indicate | Indica che il segnale stradale a cui si riferisce il pannello integrativo è per la direzione ed alla distanza indicata. |
|              | Autocarri                                                 | Indica che l'indicazione è riferita agli autocarri.                                                                     |
|              | Attraversamento di binari                                 | Indica l'incrocio della carreggiata con una linea ferroviaria o tranviaria.                                             |
|              | Parcometro escluso                                        | Indica che non è necessario l'utilizzo del parcometro nella zona indicata.                                              |
|              | Senza pedaggio                                            | Indica che la strada in oggetto non è gravata del pedaggio.                                                             |
|              | Senza parcometro e pedaggio                               | Indica che la strada in oggetto non è gravata del pedaggio e non è necessario il parcometro per il parcheggio.          |
|              | Pista ciclabile contromano                                | Indica che lungo la carreggiata vi è una pista ciclabile coi ciclisti in contromano.                                    |
|              | Direzioni consentite ai ciclisti                          | Indica le direzioni consentite ai ciclisti.                                                                             |
|              | Indicazione specifica                                     | Indica ciò che vi è scritto nel testo del segnale.                                                                      |